# Егорова, Марина Сергеевна
Мари́на Серге́евна Его́рова (род. 15 января 1952, Ленинград, СССР) — советский и российский психолог, специалист в области психогенетики и психологии индивидуальных различий. Доктор психологических наук, профессор факультета психологии МГУ имени М. В. Ломоносова, член-корреспондент Российской академии образования. Заведующая кафедрой психогенетики факультета психологии МГУ имени М. В. Ломоносова. Имеет свыше 100 научных публикаций, в том числе в ведущих журналах.

## Биография
Марина Сергеевна Егорова родилась 15 января 1952 года в Ленинграде. В 1974 году окончила факультет психологии Ленинградского государственного университета (ныне СПбГУ), защитив дипломную работу, посвящённую изучению индивидуальных различий методом Р-техники факторного анализа (научный руководитель — И. М. Палей). В 1983 году под руководством И. В. Равич-Щербо защитила кандидатскую диссертацию на тему «Природа межиндивидуальной вариативности показателей когнитивного стиля». Докторская диссертация на тему «Развитие как предмет психогенетики: роль генотипа и среды в возрастных изменениях структуры психологических признаков» была защищена в 2000 году. В 2000 году организовала и возглавила Совет по дифференциальной психологии при Министерстве образования России. Занимала пост ответственного секретаря Московского отделения Российского психологического общества. Являлась заведующей лаборатории онтогенеза индивидуальных различий Психологического института РАО (переставшей существовать в 2015 году).
Марина Сергеевна с 2000 года является членом мультидисциплинарного Международного общества по изучению развития поведения (The International Society for the Study of Behavioural Development — ISSBD). С 2004 года — член-корреспондент Российской академии образования, где состоит в Отделении психологии и возрастной физиологии. С 2007 года — член Ассоциации генетики поведения (Behavior Genetics Association). Входит в состав учёного совета факультета психологии МГУ и диссертационного совета Д 501.001.14 по защите докторских и кандидатских диссертаций при МГУ имени М. В. Ломоносова (Общая психология, психология личности, история психологии).
В 2003 году вошла в состав редколлегии журнала Вестник Московского университета. Серия 14: Психология. С 2008 года — главный редактор журнала «Психологические исследования», который является первым и единственным электронным (не имеющим печатного аналога) психологическим журналом, включённым ВАК в перечень ведущих рецензируемых научных изданий

## Научная деятельность
Научные интересы Егоровой М. С. лежат в области психогенетики, дифференциальной психологии и психологии уникальности. Ею было организовано первое в отечественной психологии лонгитюдное исследование близнецов от 6 до 16 лет, в котором исследовались роль наследственности и среды в формировании индивидуальных различий и возрастная динамика генотип-средовых соотношений. По итогам исследования была опубликована коллективная монография «Генотип. Среда. Развитие» под общей редакцией Егоровой М. С. (2004). В эмпирических исследованиях Егоровой М. С. освещается проблематика природы интеллекта, проблемы когнитивного и личностного развития близнецов, а также целый ряд других проблем психогенетики, в том числе такие новые для этой области вопросы, как роль генотипа и среды в формировании «тёмной триады личности», включающей такие индивидуально-психологические черты, как нарциссизм, макиавеллизм и психопатию. Егорова М. С. руководит реализацией значимых теоретических и практических исследовательских проектов, поддержанных российскими научными фондами (РГНФ, РФФИ): «Молекулярно-генетическое исследование компонентов психологической адаптации», «Природа вариативности показателей Тёмной триады личностных свойств», «Общие закономерности психического развития человека на основных стадиях онтогенеза: социальная ситуация развития, роль семьи в развитии личности, роль генотипа в формировании индивидуальных различий» и др.

## Педагогическая деятельность
На факультете психологии МГУ М. С. Егорова разработала и читает курсы «Психогенетика», «Психология уникальности (теория и методы идиографического анализа)», «Основы дифференциальной психологии». Руководит научной работой студентов, аспирантов, специалистов, повышающих квалификацию. Под руководством М. С. Егоровой успешно защищено 8 кандидатских диссертаций.

## Общественная деятельность
В 2012 году Егорова М. С. инициировала и написала открытое письмо в «Новую газету» с опровержением психолого-лингвистической экспертизы по делу Pussy Riot (основной автор В. В. Абраменкова), раскрыв несостоятельность данной экспертизы как психологической. Письмо было подписано более чем 250 психологами, в том числе академиками и заведующими кафедрами МГУ и СПбГУ, докторами психологических наук, и вызвало общественный и профессиональный резонанс в сообществе психологов.
В 2015 году М. С. Егорова в открытом письме в «Новой газете» обозначила свою профессиональную позицию относительно ситуации, сложившейся вокруг широко обсуждаемой психологической экспертизы Матвеевой Л. В. по проекту «Дети 404», выступив с развернутой критикой данной экспертизы. Этот поступок стал шагом в направлении реабилитации в глазах научной общественности профессионального психологического сообщества.

## Награды и премии
В 1998 году была удостоена премии Правительства Российской Федерации в области образования за цикл исследований по теме «Отечественная психогенетика как область науки и учебная дисциплина в высшей школе». В 2014 году выдвигалась на премию Национального психологического конкурса «Золотая Психея» в номинации «Личность года в российской психологии».

## Основные публикации
- Егорова М. С. Генетика поведения: психологический аспект. — М.: Sociologos, 1995, ISBN 5-86942-007-5, 156 с.
- Егорова М. С. Психология индивидуальных различий. — М.: Планета детей, 1997, ISBN 5-86065-016-7, 328 с.
- Малых С. Б., Егорова М. С., Мешкова Т. А. Основы психогенетики. — М.: Эпидавр, 1998, ISBN 5-7939-0007-1, 742 с.
- Егорова М. С., Зырянова Н. М., Черткова Ю. Д., Пьянкова С. Д. Из жизни людей дошкольного возраста. — СПб: Алетейя, 2001, ISBN 5-89329-405-X, 240 с.
- Егорова М. С., Зырянова Н. М., Кочубей Б. И., Семенов В. В., Пьянкова С. Д. Психологические очерки о близнецах. — М.: ООО «Вопросы психологии», 2003, ISBN 978-5-902200-03-1, 104 с.
- Егорова М. С., Зырянова Н. М., Паршикова О. В., Пьянкова С. Д., Черткова Ю. Д. Генотип. Среда. Развитие. — М.: ОГИ, 2004, ISBN 5-94282-239-5, 576 с.
- Малых С. Б., Егорова М. С., Мешкова Т. А. Психогенетика. Том 1. — СПб.: Питер, 2008, ISBN 978-5-91180-441-1, 408 с.
- Малых С. Б., Егорова М. С., Мешкова Т. А. Психогенетика. Том 2. — СПб.: Питер, 2008, ISBN 978-5-91180-960-7, 336 с.